# Mesa (kemi)
Mesa är en restprodukt från sulfatprocessen vid tillverkning av pappersmassa.
Mesa är ett slam bestående av olösligt kalciumkarbonat (CaCO₃) och uppstår vid beredning av så kallad vitlut som i princip är den obegagnade kokvätskan. Vid sulfatfabrikerna används numera mesabränningsanläggningar, bestående av roterande
rörugnar (mesaugnar), i vilka mesan bränns till kalk, som behövs vid processen och återanvänds. En del sulfitfabriker har använt mesa som neutraliseringsmedel vid tillverkningen av sulfitsprit.